# Haus Erdmann (Hannover-Mitte)

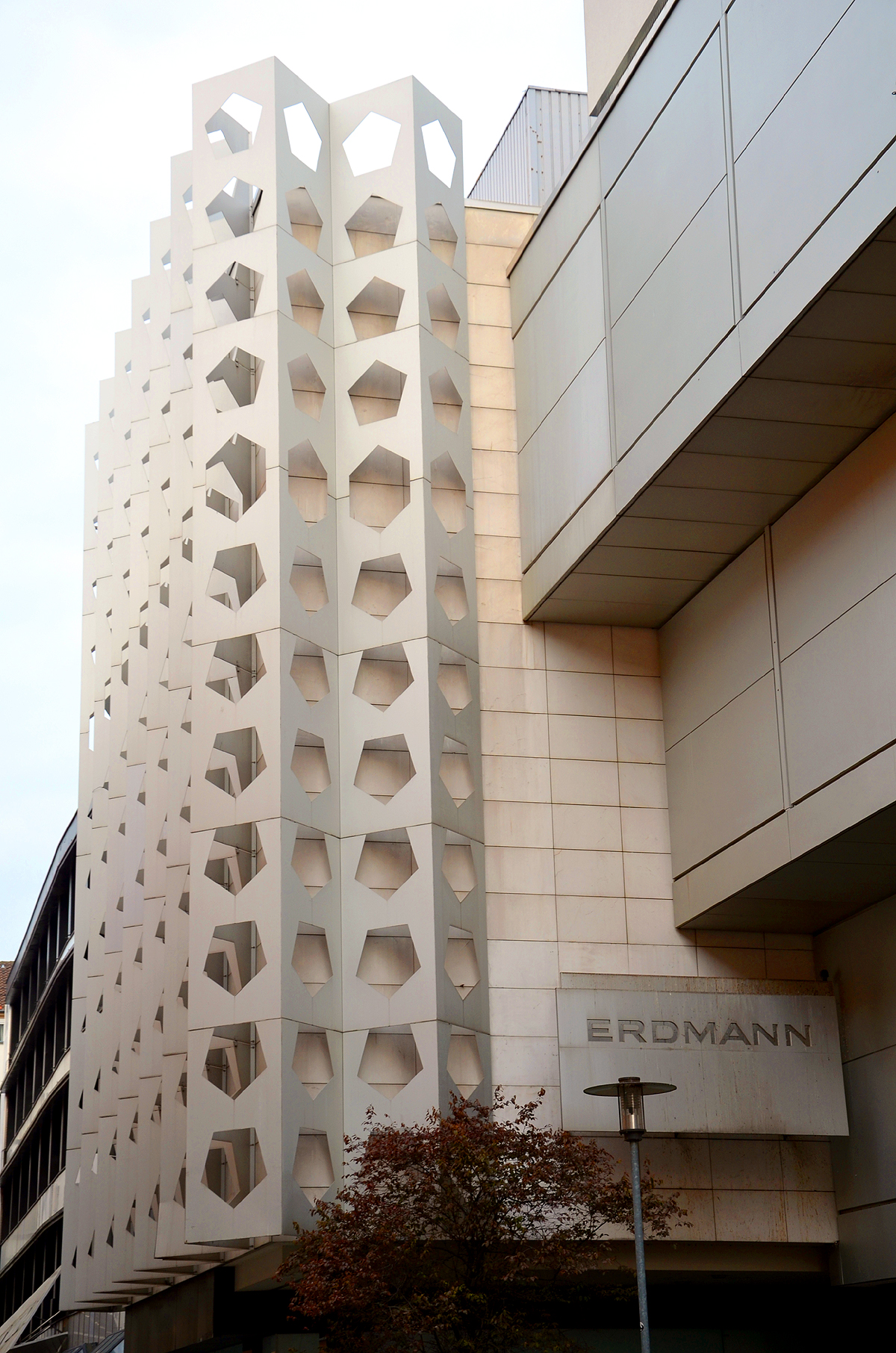
Haushohe Bauplastik als Stahlskulptur mit gleichseitigen Fünfeck-Aussparungen am Haus Erdmann;
unbekannter Künstler, Fassadenelement an der Rückseite des Kaufhauses an der Heiligerstraße kurz vor dem Rösehof; das Haus Erdmann ist links der Bauplastik zu sehen

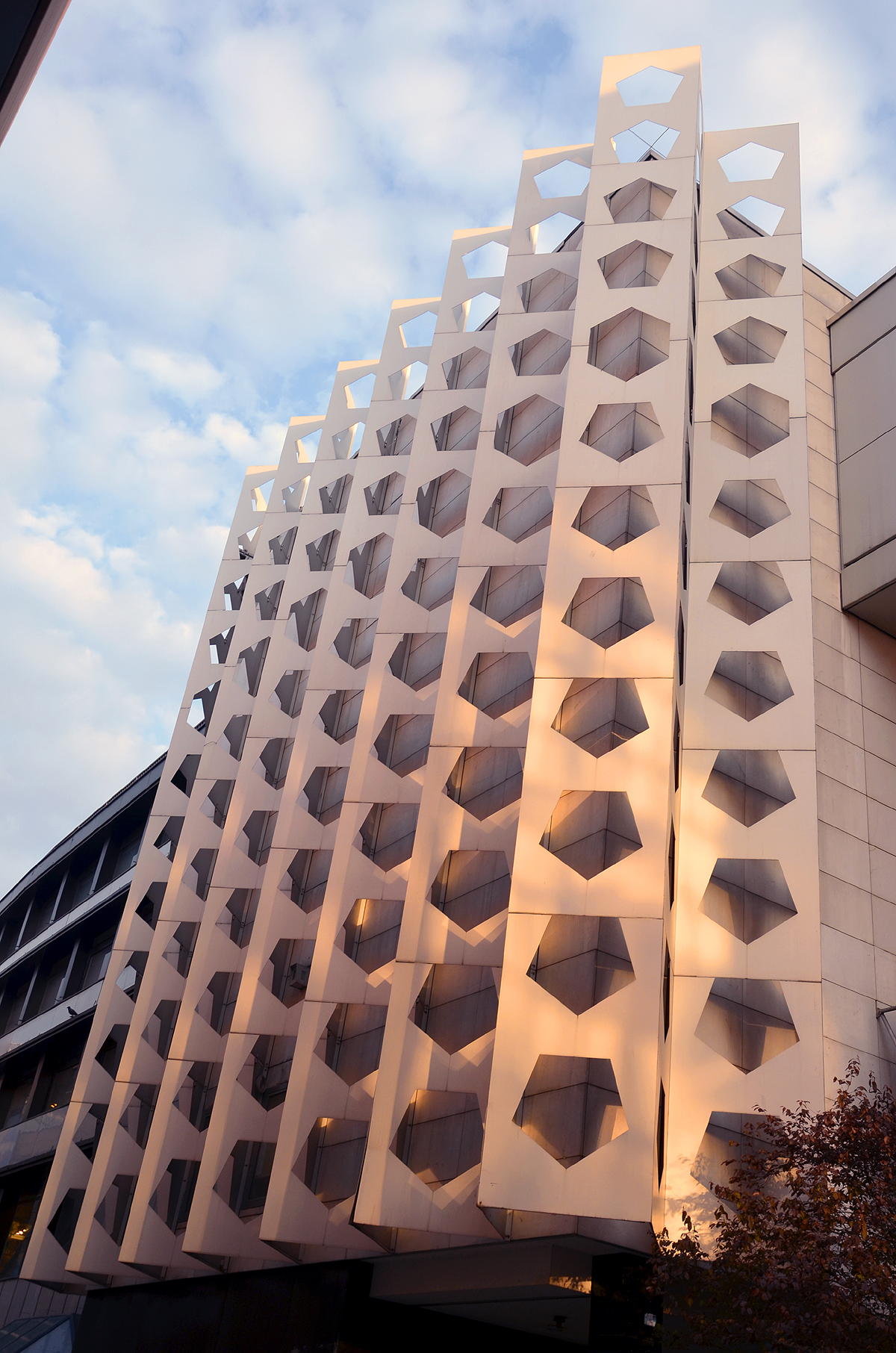
Lichtspiele bei untergehender Sonne

Das Haus Erdmann, auch Erdmann-Haus oder schlicht Erdmann-Bau genannt, war ein in den 1950er Jahren errichtetes Kaufhaus des Herrenausstatters Erdmann-Kleidung. Standort des Geschäftshauses, zeitweilig das größte Spezialhaus für Herren-Oberbekleidung in Niedersachsen, war die Große Packhofstraße 34 und die Heiligerstraße 8 in der hannoverschen Innenstadt im Stadtteil Mitte.

## Geschichte und Baubeschreibung
Nach der Gründung des späteren Unternehmens mit dem Firmen-Namen Erdmann-Kleidung Anfang der 1930er Jahre, das seinen Sitz anfangs in der Karmarschstraße Ecke Ständehausstraße hatte, erwarb der Firmengründer bald darauf ein Geschäftshaus an der Großen Packhofstraße Ecke Heiligerstraße: Laut dem Adressbuch der Stadt Hannover diente das gesamte Gebäude Große Packhofstraße 34 Ecke Heiligerstraße noch 1934 unter der Bezeichnung „L. Weinberg“ für den Verkauf von Damenbekleidung. Eigentümer war der Kaufmann Louis Weinberg, privat wohnhaft am Rathenauplatz 7 beziehungsweise an dem im selben Adressbuch seinerzeit schon umbenannten Adolf-Hitler-Platz.
Am neuen Erdmann-Standort diente zunächst nur das Parterre sowie das erste Stockwerk dem Verkauf der Herrenmode, während im zweiten und im dritten Stock die Büroräume sowie eine Schneiderwerkstatt eingerichtet wurden. Infolge der Luftangriffe auf Hannover während des Zweiten Weltkrieges wurde das Gebäude in den 1940er Jahren ein Opfer von Fliegerbomben und brannte vollständig aus.
Nach einer Übergangszeit und notdürftigen Aufrechterhaltung des Betriebes in einer Ladengemeinschaft konnte in der Nachkriegszeit an Stelle des älteren Kaufhauses bis 1953 ein Neubau nach Plänen des Architekten Ernst Friedrich Brockmann errichtet werden. Der Architekt der Neuen Sachlichkeit errichtete hier ein nunmehr fünfstöckiges Gebäude, das an seiner schmalen Seite zur Großen Packhofstraße nahezu vollverglast mit senkrechten Fensterflächen die neue Höhe noch betonte. Diese Vorhangfassade konzipierte Brockmann „erstmals beim Erdmann-Bau“.
Angesichts der steigenden Nachfrage während des sogenannten „Wirtschaftswunders“ reichten die Räumlichkeiten 1955 nicht mehr aus, so dass auf dem Nebengrundstück in der Heiligerstraße ein langgezogener Erweiterungsbau angegliedert wurde. Zur Eröffnung des erstmals in Hannover eingerichteten Herren-Trendshops im Untergeschoss des Erdmann-Hauses spielte die seinerzeit noch wenig bekannte Rockband namens Scorpions auf: Es gab massive Beschwerden der Nachbarn aufgrund des „Lärms“ – und nach der Veranstaltung fand sich lediglich noch ein Überschuss von umgerechnet nur 4,50 Euro in der Kasse.
1992 wurde das Haus Erdmann erneut umgestaltet, ein weiteres Mal 2006, dem Jahr der Feierlichkeiten zum 75sten Firmenjubiläum. Doch schon kurze Zeit später, Anfang 2009, schloss das gesamte Unternehmen, „weil sich weder in der Familie noch außerhalb jemand fand, der es weiterführen wollte“.

## Neues Erdmann-Haus
Nach dem Kauf der Immobilie durch einen Investor aus Düsseldorf wurde ein mit 35 Millionen Euro kalkulierter Neubau geplant. Nach Zwischennutzung durch einen Anbieter von Dekorationsartikeln im Erdgeschoss des Gebäudes – der Rest blieb leerstehen – ab November 2014 – wurde das Modehaus Erdmann abgerissen.
Einen Architekturwettbewerb für einen Neubau an Stelle des traditionellen Textilhauses mit nunmehr 2600 Quadratmetern Verkaufs- und Anprobe- sowie 1600 Quadratmeter Bürofläche konnte das in Kassel ansässige Architekturbüro Bieling Architekten durch den Entwurf einer „konsequent transparenten Fassade“ für sich entscheiden.
Der Bauherr und Projektentwickler für das Gelände, die Firma Development Partner AG mit Sitz in Düsseldorf, hatte mit der Modefirma Reserved mit Sitz in Polen bereits einen Mieter gefunden: Nach der Grundsteinlegung und dem Richtfest sechs Monate später durch Handwerker und Baumanager im Oktober 2015 übernahm das aus Burgdorf stammende Architekturbüro Höhlich & Schmotz den Innenausbau für Reserved. Für die beiden Obergeschosse fand sich die zuvor an der Expo-Plaza beheimatete Firma Gesellschaft für Informationssysteme (GIS) als Nutzer.
Nachdem die Modekette Reserved in der Ernst-August-Galerie bereits seit 2014 ein erstes Geschäft mit Damen-, Herren- und Kinderkleidung in Hannover etabliert hatte, öffnete das Unternehmen Mitte März 2016 das Geschäftshaus Große Packhofstraße 34–35 ihren zweiten Standort in der Landeshauptstadt und die dreizehnte Filiale in Deutschland. Die mit zahlreichen Sonderaktionen versehene Eröffnung, bei der sich zeitweilig gleichzeitig bis zu 500 zumeist junge Menschen auf drei Etagen drängten, wurde durch „das It-Girl“ Bonnie Strange moderiert.